# Raoul Laparra
Raoul Laparra (Bourdeus, 13 de maig de 1876 - 1943) fou un compositor francès.
Estudià al Conservatori de París, i tingué de professors a Diemer, Massenet i Lavignac, els quals li ensenyaren, respectivament, piano, composició i harmonia. Prengué part, amb èxit, en el concurs del premi de Roma el 1903.
A més de moltes melodies, per a cant i piano, de les que n'és així mateix, autor de la lletra, se li deu: Danses basques, que envià des de Roma (1907); una Suite' per a orquestra, un quartet per a instruments de corda, etc.
Per al teatre va escriure Habanera i Amphitryon.